# Saving Mr. Banks
Saving Mr. Banks is een Amerikaanse biografische film uit 2013 van John Lee Hancock met in de hoofdrollen onder meer Emma Thompson en Tom Hanks.

## Verhaal
Een groot gedeelte van de film speelt zich af in de eerste helft van de jaren 1960 en gaat over de onderhandelingen tussen Pamela Lyndon Travers (Emma Thompson) en Walt Disney Pictures (met Tom Hanks als Disney zelf) met betrekking tot de verfilming (1964) van Travers' boeken over Mary Poppins. Daarnaast zijn er flashbacks naar haar jeugd in de Australische deelstaat Queensland, met de nadruk op haar moeizame relatie met haar alcoholistische vader (Colin Farrell), die de inspiratie was voor de afstandelijke meneer Banks uit de titel. De film neemt wel een loopje met de werkelijkheid.

## Rolverdeling
| Acteur                | Personage                 | Opmerkingen                                                |
| --------------------- | ------------------------- | ---------------------------------------------------------- |
| Emma Thompson         | Pamela Lyndon Travers     | Schrijfster van Mary Poppins                               |
| Tom Hanks             | Walt Disney               |                                                            |
| Paul Giamatti         | Ralph                     | Travers' chauffeur                                         |
| Jason Schwartzman     | Richard Sherman           | componist/tekstschrijver                                   |
| Benjamin Joseph Novak | Robert Sherman            | componist/tekstschrijver, broer van Richard                |
| Bradley Whitford      | Don DaGradi               | coscenarist van Mary Poppins                               |
| Colin Farrell         | Travers Robert Goff       | Pamela's vader                                             |
| Ruth Wilson           | Margaret Goff             | Pamela's moeder                                            |
| Melanie Paxson        | Dolores Voght Scott-Dolly | secretaresse van Walt Disney                               |
| Victoria Summer       | Julie Andrews             | hoofdrolspeelster van Mary Poppins                         |
| Kristopher Kyer       | Dick Van Dyke             | acteur die Bert en Mr. Dawes senior speelt in Mary Poppins |
| Kathy Baker           | Tommie                    | studio-manager                                             |
| Rachel Griffiths      | tante Ellie               | Margarets zus                                              |
| Dendrie Taylor        | Lillian Disney            | Walt Disneys vrouw                                         |
| Kimberly D'Armond     | Katie                     | Pamela's kindermeisje                                      |
| Demetrius Grosse      | barman                    |                                                            |